# Villariès
Villariès is een gemeente in het Franse departement Haute-Garonne (regio Occitanie) en telt 592 inwoners (1999). De plaats maakt deel uit van het arrondissement Toulouse.

## Geografie
De oppervlakte van Villariès bedraagt 7,4 km², de bevolkingsdichtheid is 80,0 inwoners per km².
De onderstaande kaart toont de ligging van Villariès met de belangrijkste infrastructuur en aangrenzende gemeenten.

## Demografie
De figuur toont het verloop van het inwonertal (bron: INSEE-tellingen).